# Neoperla sitahoanensis
Neoperla sitahoanensis és una espècie d'insecte plecòpter pertanyent a la família dels pèrlids.

## Descripció
- Els adults presenten una coloració marronosa, els ocels grans, els cercs relativament pàl·lids i 15 mm de llargària a les ales davanteres.
- El penis del mascle és ample i fa poc més d'1 mm de llargària.
- La femella no ha estat encara descrita.[3]

## Hàbitat
En el seu estadi immadur és aquàtic i viu a l'aigua dolça, mentre que com a adult és terrestre i volador.

## Distribució geogràfica
Es troba a Indonèsia: Sumatra.